# Salonpas

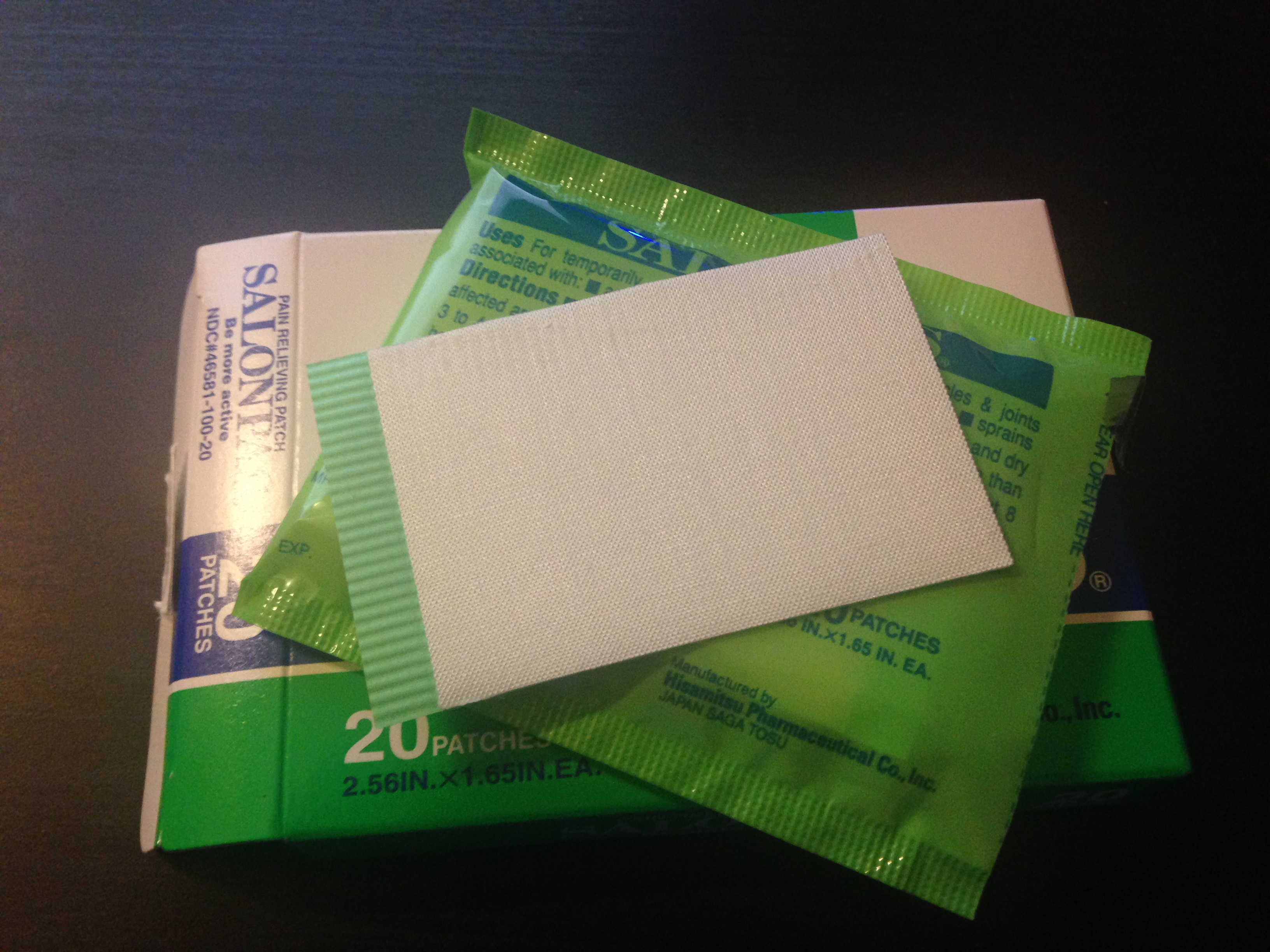
Một gói Salonpas dạng cao dán

Salonpas là tên của dược phẩm trị đau nhức bán không cần toa bác sĩ (OTC, viết tắt tiếng Anh over-the-counter) do công ty bào chế dược phẩm Hisamitsu sản xuất. Hisamitsu có trụ sở ở Tosu, huyện Saga, Nhật Bản.
Salonpas ra mắt thị trường Nhật Bản đầu tiên năm 1934, và dần bành trướng ra ngoại quốc. Tính đến năm 2015 Salonpas được bày bán trên 30 quốc gia. Thị trường lớn nhất đối với Salonpas là Nhật Bản và các quốc gia châu Á như Indonesia, Việt Nam, Philippines, Malaysia, Đài Loan. Theo chính công ty Hisamitsu báo cáo thì trong hơn 20 năm qua, hãng đã bán 20 tỷ đơn vị Salonpas.
Năm 2008 Cơ quan Quản lý Thực phẩm và Thuốc Hoa Kỳ (FDA) cấp giấy phép cho bán Salonpas. Đây là dược phẩm dầu xức và keo dán giảm đau đầu tiên được bán ở Hoa Kỳ mà không cần toa bác sĩ.